# 維斯 (克羅地亞)

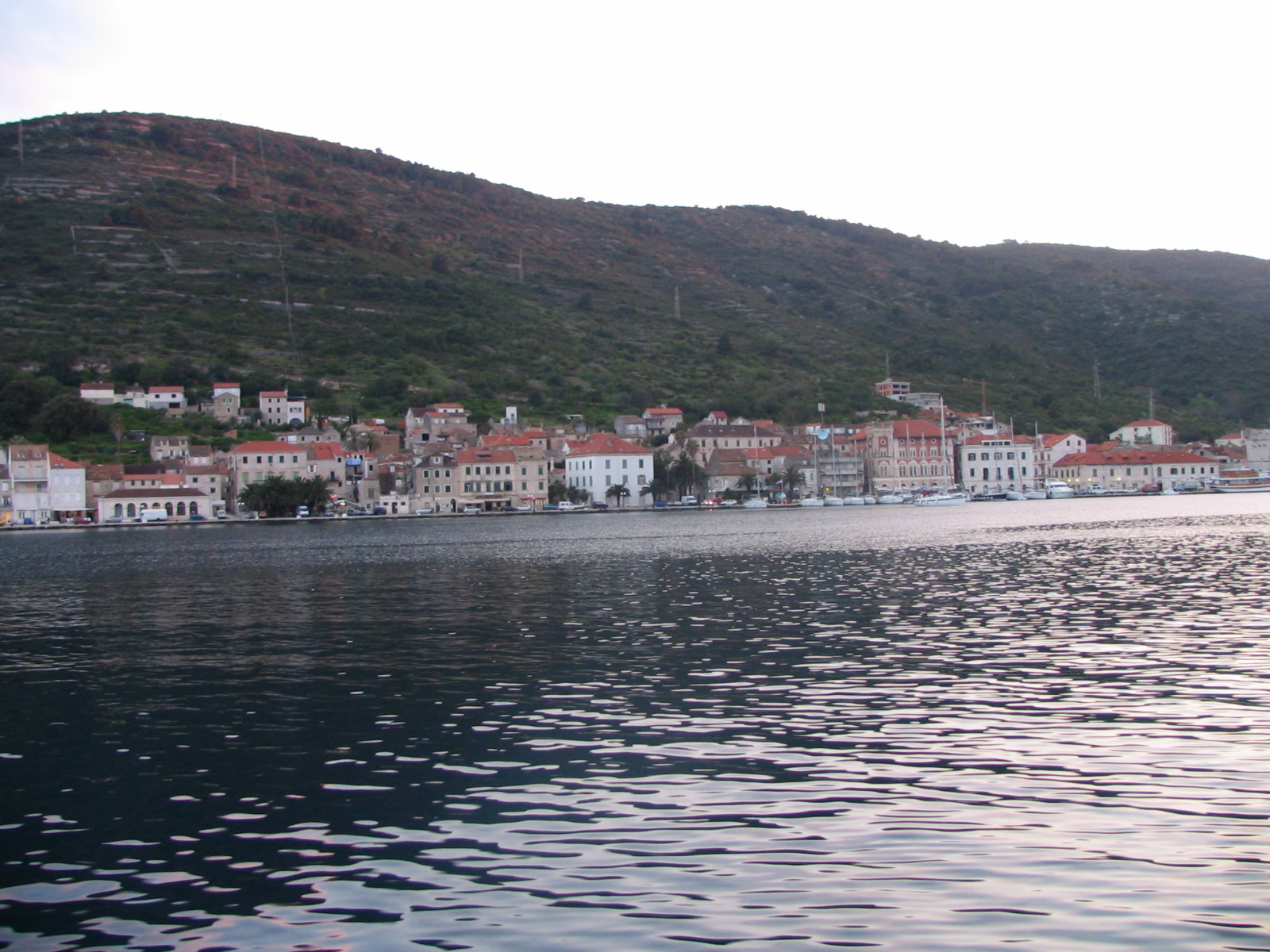

維斯是克羅地亞的城鎮，位於該國南部維斯島，由斯普利特-達爾馬提亞縣負責管轄，面積52平方公里，該地區自公元前四世紀有人類居住，2011年人口1,934。
43°04′N 16°11′E / 43.067°N 16.183°E
1. ↑  . Zagreb: Croatian Bureau of Statistics. 2012-12.